# William Vincent Wallace
William Vincent Wallace (ur. 11 marca 1812 w Waterford, zm. 12 października 1865 w Château de Bagen w departamencie Górna Garonna) – irlandzki kompozytor, skrzypek i pianista.

## Życiorys
Pochodził z rodziny protestanckiej, był synem wojskowego kapelmistrza. W dzieciństwie uczył się gry na różnych instrumentach. W 1825 roku przeprowadził się z rodzicami do Dublina, gdzie występował w orkiestrach teatralnych. W 1830 roku został organistą parafii katolickiej w Thurles i dokonał konwersji na katolicyzm. W 1831 roku zawarł związek małżeński z Isabelle Kelly. W 1835 roku wspólnie z żoną wyjechał na Tasmanię, skąd w kolejnych latach udał się do Australii, Ameryki Południowej, Meksyku i Stanów Zjednoczonych. Po powrocie do Europy w 1844 roku koncertował w Niemczech. W 1845 roku wyjechał do Londynu, gdzie w Theatre Royal przy Drury Lane wystawił z sukcesem operę Maritana. Premiera kolejnej opery, Matilda of Hungary w 1847 roku zakończyła się natomiast klapą. 
W 1849 roku wyjechał do Nowego Jorku, rok później otrzymał obywatelstwo amerykańskie. W 1851 roku, uznawszy swoje dotychczasowe małżeństwo za zerwane, związał się z niemiecką pianistką Hélène Stoepel, z którą razem występował. Wróciwszy do Europy, koncertował w Niemczech (1858–1859) i Londynie (1860). Ze względu na chorobę serca i artretyzm zaprzestał występów i w 1864 roku osiadł we Francji.

## Twórczość
Dzięki swoim licznym podróżom zdobył sobie rozpoznawalność i uznanie na całym świecie. Był pierwszym sławnym muzykiem, który działał w Australii. Był czołowym obok Michaela Williama Balfego XIX-wiecznym irlandzkim twórcą operowym. Skomponował m.in. opery Lurline, The Maid of Zurich, The Amber Witch, Love’s Triumph, The Desert Flower i Estrella, operetki Gulnare i Olga, kantatę Maypole, Koncert skrzypcowy oraz szereg utworów na fortepian.